# تئونسگو
تئونسگو شهری در شهرستان تیکاره در استان بام در بورکینافاسوی شمالی است و جمعیت آن ۲۸۳ نفر است.